# Дойчин Запрев
Дойчин (Дойчо) Запрев, също Запров или Запрянов, е български духовник, участник в борбата за утвърждаване на Българската екзархия в Одринска Тракия.

## Биография
Дойчо Запрев е роден в голямото българско лъгадинско село Зарово, тогава в Османската империя, днес Никополи, Гърция. В началото на февруари 1893 година замества Иван Попандонов като екзархийски архиерейски наместник в Дедеагач. При неговото наместничество в 1897 година в града е открито българско търговско представителство.
В 1897 година е назначен за екзархийски архиерейски наместник в Гюмюрджина, като отново сменя на поста отец Иван Попандонов. В Гюмюрджина отец Запрев работи активно за построяване на българска църква. През 1901 година Владимир Бочуков го привлича във Вътрешната македоно-одринска революционна организация. В същата година е заменен в Гюмюрджина от архимандрит Харитон от Лозенград.
Поп Дойчин е архиерейски наместник в Димотика.